# Teret (roman)
Teret (izdano 1956.) je roman spisateljice Agathe Christie. Zadnji od šest romana koje je pisala Christie pod pseudonimom Mary Westmacott.
Sjajni ljubavni romani potpisani imenom misteriozne Mary Westmacott koji su naišli na odličan prijem kako kod publike, tako i kod kritike, izašli su, zapravo ispod pera Agathe Christie. Ista književna imaginacija koja je smišljala najneobičnija ubojstva i vodila nas kroz zapetljane labirinte mračnih ljudskih poriva umijela je i da iznudi i podjednako uzbudljive tvorevine o onoj drugoj, svjetlijoj strani čovjekove prirode, o njegovim istančanim emocionalnim stopama, o dramama, što prethode iz treperavog odnosa među spolovima.
Ovo je jedan od šest sjajnih ljubavnih romana, koje je Agatha Christie, pod imenom Mary Westmacott, napisala u najboljoj tradiciji engleske proze ove vrste.

## Radnja
Kada Shirley, sestra Laure Franklin dođe na svijet, Laura je odmah počinje mrziti i počinje željeti njezinu smrt. No nakon što spasi Shirleyin život u varti njezini osjećasji se promjene i Laura počne voljeti svoju sestru. Kasnije, sestre rastu i zaljube se, tada Laura shvati teret koji je Shirley donijela u njihov život.